# Ларссон, Биргитта
Биргитта Ларссон (швед. Birgitta Larsson; в замужестве Olsson; род. 4 октября 1941) — шведская ориентировщица, призёр чемпионатов мира по спортивному ориентированию в индивидуальной гонке и в эстафете.

## Биография
Бригитта Ларссон родилась 4 октября 1941 года. Кроме Бригитты в семье было еще 7 детей.
Начала заниматься ориентированием в 1961 году по настоянию брата. Трое из её братьев и сестер тоже занимаются ориентированием.
По профессии map-engineer. Её занятие ориентированием находило понимание у работодателя, поэтому ей удавалось совмещать спорт и работу.
Живет в городке Роннебю, в юго-восточной части Швеции.
Своим хобби считает чтение книг и разгадывание кроссвордов.

## Спортивная карьера
Дважды, в 1970
и в 1974 годах, становилась чемпионкой мира в составе шведской эстафетной команды и однажды завоевала серебряные медали в эстафете на чемпионате мира 1972 года в Чехии, уступив сборной Финляндии. На том же чемпионате мира в 1972 году выиграла бронзовую медаль на индивидуальной дистанции, уступив венгерке Шарольте Моншпарт и финской спортсменке Пирьо Сеппя.
18 раз принимала участие в соревновании O-Ringen, начиная с 1966 года. Последний раз стартовала в этом соревновании в 2002 году.

## Ветеранский спорт
Обладательница золотой медали на чемпионате мира среди ветеранов (WMOC) в 2001 году в Литве. Была третьей в Норвегии в 2003, пятой в Италии в 2004 и четвертой в Австрии в 2006. Снова выиграла золото на чемпионате в Финляндии в 2007, разделив первое место с Торид Квол (норв. Torid Kvaal).
Выиграла обе дистанции (sprint и long) на чемпионате среди ветеранов 2008 года в Португалии.
10 раз становилась чемпионкой Швеции среди ветеранов в группах (W50-W65)